# Bangmiougou
Bangmiougou est une localité située dans le département de Barsalogho de la province du Sanmatenga dans la région Centre-Nord au Burkina Faso.

## Géographie
Situé au nord du département, Bangmiougou se trouve près de Foubé et à environ 60 km au nord de Barsalogho, le chef-lieu du département.

## Histoire
En janvier 2019, une attaque de repressailles des milices Koglwéogo consécutive au massacre de Yirgou – qui s'inscrit dans le cadre de l'insurrection djihadiste au Burkina Faso – fait des dizaines de morts dans les villages situés aux alentours de Foubé selon le Collectif contre l’impunité et la stigmatisation des communautés (CISC). D'autres attaques terroristes surviennent dans les mois qui suivent. Ces exactions entrainent en juin et juillet 2019 le déplacement massif des populations des villages du secteur, dont celles de Bangmiougou, vers des camps de réfugiés internes de Houlé, Barsalogho et Kaya.

## Éducation et santé
Le centre de soins le plus proche de Bangmiougou est le centre de santé et de promotion sociale (CSPS) de Foubé tandis que le centre médical avec antenne chirurgicale (CMA) se trouve à Barsalogho et le centre hospitalier régional (CHR) à Kaya.
Bangmiougou possède une école primaire publique.